# Hannes Arch
Hannes Arch (22. září 1967, Leoben, Rakousko – 8. září 2016, u Heiligenblutu, Rakousko) byl rakouský letecký akrobat. V roce 2008 se stal celkovým vítězem seriálu mistrovství světa Red Bull Air Race. Zemřel při pádu vrtulníku.